# Abu Abdullah al-Rashid al-Baghdadi
Hamid Dawud Mohamed Khalil al Zawi, más conocido como Abu Omar al-Baghdadi (أبو عمر البغدادي), y también conocido como Abu Hamza al-Baghdadi y Abu Omar al-Qurashi al-Baghdadi, (fallecido el 18 de  abril de 2010) fue el supuesto líder del Concilio Mujahideen Shura de Irak (traducido como "Concilio de combatientes por la libertad", "Concilio Consultor de Mujahedeen", y "Concilio de Guerreros Santos"), una organización paraguas compuesta por ocho grupos que se oponen a la presencia militar de los Estados Unidos, y también de la organización sucesora de aquella, el Estado Islámico.
En 2007 Estados Unidos consideró a esta persona como ficticia.

## Contexto
El Ministerio del Interior de Irak afirmó que al-Baghdadi había sido capturado en Bagdad el 9 de marzo de 2007, aunque más tarde esto fue desmentido. El 3 de marzo de 2007, el Ministerio del Interior Irakí aseveró que al-Baghdadi había sido asesinado por fuerzas estadounidenses e irakíes al norte de Bagdad. Sin embargo, en julio de 2007, el Ejército de los Estados Unidos reportó que al-Baghdadi nunca existió en realidad. El detenido identificado como Khaled al-Mashhadani, un intermediario autoproclamado de Osama bin Laden, sostuvo que al-Baghdadi era un personaje ficticio creado para dar un rostro irakí a una organización terrorista extranjera, y que las declaraciones atribuidas a al-Baghdadi eran leídas en realidad por un actor irakí.
En marzo de 2008, el portavoz de una organización insurgente que es hostil a la Coalición, Hamás-Irak, aseguró que al-Baghdadi era una fabricación hecha por Al Qaeda para poner un falso rostro irakí a su organización.  Sin embargo, oficiales del ejército de los Estados Unidos, reportaron más tarde que Al Qaeda reemplazó a  al-Baghdadi con un líder real de Al Qaeda.

## Identificación y captura
El 7 de mayo de 2008, el canal de televisión Al-Arabiya citó información obtenida de un oficial de policía iraquí identificando a al-Baghdadi como Hamid Dawoud al-Zawi. El 23 de abril de 2009, la AFP reportó que fue arrestado por un militar iraquí, y el 28 de abril el gobierno iraquí le hizo fotos. Esto fue desmentido por el Estado Islámico en Irak.  A pesar de ello, el gobierno iraquí insistió en que el hombre capturado era Baghdadi. aun así se consiguieron mensajes y llamadas a nombre de Baghdadi entre 2009 y 2010.